# بخش‌های دپارتمان الپ-مریتیم
دپارتمان الپ-مریتیم (انگلیسی: Arrondissements of the Alpes-Maritimes department) شامل دو بخش به شرح زیر است:
1. بخش گرس با ۶۲ کمون (فرانسه) و جمعیت ۵۶۰،۳۳۸ نفر در سال ۲۰۱۳ می‌باشد.
2. بخش نیس با ۱۰۱ کمون (فرانسه) و جمعیت ۵۲۰،۴۳۳ نفر در سال ۲۰۱۳ می‌باشد.